# Ptilodexia halone
Ptilodexia halone är en tvåvingeart som först beskrevs av Walker 1849.  Ptilodexia halone ingår i släktet Ptilodexia och familjen parasitflugor. Inga underarter finns listade i Catalogue of Life.